# Конгресс-холл (Филадельфия)
Ко́нгресс-холл (англ. Congress Hall) — двухэтажное здание в Филадельфии на пересечении Честнат-стрит и 6-й улицы, служившее с 6 декабря 1790 года по 14 мая 1800 года резиденцией Конгресса США. За время существования Конгресс-холла в бытность столицей Филадельфии в нём в состав США было принято три новых штата: Вермонт, Кентукки и Теннесси, ратифицирован Билль о правах и проходили вторая инаугурация 1-го Президента США Джорджа Вашингтона и инаугурация 2-го Президента США Джона Адамса.
Был восстановлен в XX веке в своём первоначальном виде 1796 года. В настоящее время зданием входит в состав Национального исторического парка «Индепенденс» под общим управлением Службы национальных парков США, которая круглый год проводит экскурсии по зданию в порядке живой очереди. Конгресс-холл соединён с примыкающим к нему с востока Индепенденс-холлом.

## Предыстория
Индепенденс-холл первоначально использовался для заседаний Континентального конгресса. Из-за мятежа в июне 1783 года и неспособности правительства Пенсильвании защитить здание конгресса от разъярённой толпы законодатели вынуждены были переехать из Филадельфии в Принстон. Позже конгресс часто переезжал в связи с переездом столицы: в ноябре 1783 года — в Аннаполис, в ноябре 1784 года — в Трентон, в январе 1785 года — в Нью-Йорк.
Делегаты штатов не возвращались в Индепенденс-холл до 1787 года, когда после проведения конвента в Филадельфии было принято решение о замене Статей Конфедерации Конституцией США. Конгресс-холл, спроектированный архитектором Сэмюэлем Льюисом, первоначально был построен для использования в качестве окружного здания суда. Строительство началось в 1787 году и было завершено через два года.

## Временный Капитолий
После ратификации Конституции США, 9 июля 1790 года Конгрессом США был принят Столичный акт, объявлявший округ Колумбию новой столицей, а Филадельфию — временной.
В попытке убедить Конгресс США сохранить столицу в Филадельфии, власти и жители города начали строительство нового массивного президентского дворца на 9-й улице. Также было расширено построенное ранее здание окружного суда и начато его преобразование в Конгресс-холл. По возвращении Конгресса США 6 декабря 1790 года его первый этаж был преобразован в зал заседаний для Палаты Представителей США, а второй — для Сената США. Несмотря на усилия по строительству новых федеральных зданий, жителям города не удалось убедить Конгресс США изменить закон о проживании и вернуть Филадельфию статус постоянной столицы. Конгресс-холл служил зданием Капитолия до 14 мая 1800 года, когда офисы Правительства США переехали в Вашингтон — строящийся город на Потомаке.

## Интерьер

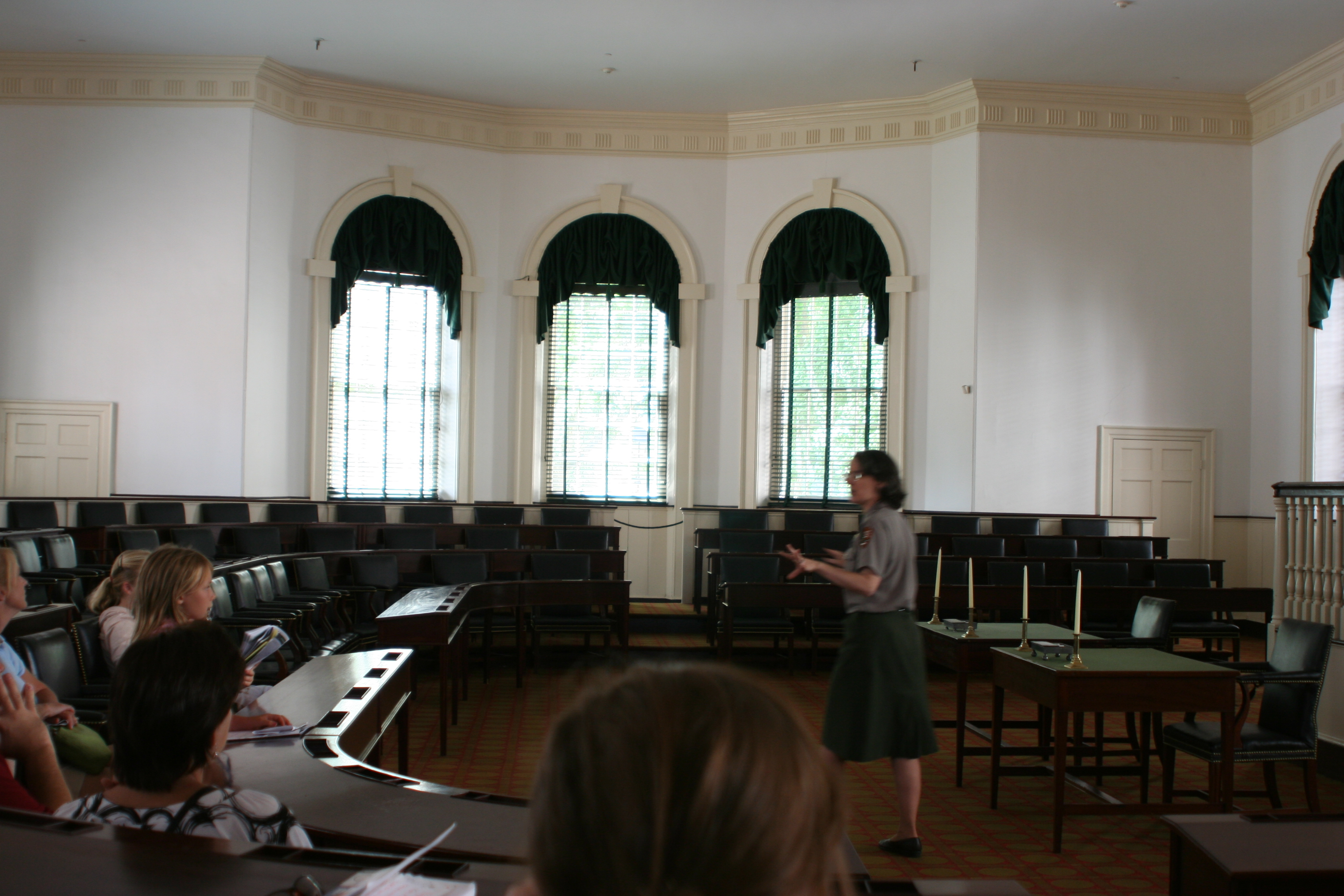
Зал заседаний Палаты представителей США.

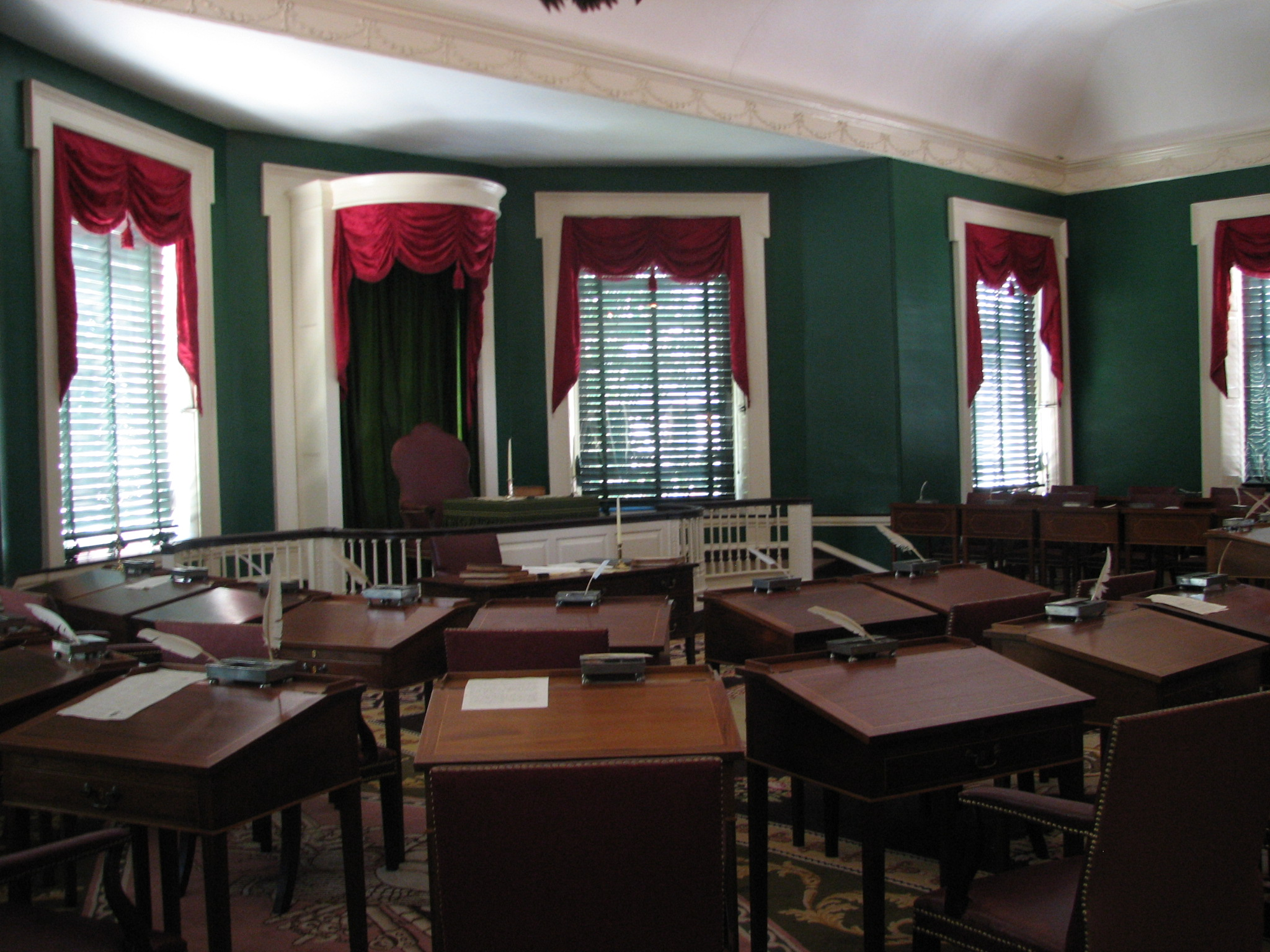
Зал заседаний Сената США.

Зал заседаний, отведённый для Палаты Представителей США на первом этаже, довольно простой: с письменными столами из красного дерева и кожаными креслами. В общей сложности, в нём было распределено 106 мест дляконгрессменов из 16 штатов: из 13 первоначальных штатов, а также из 3 новоприсоединённых.

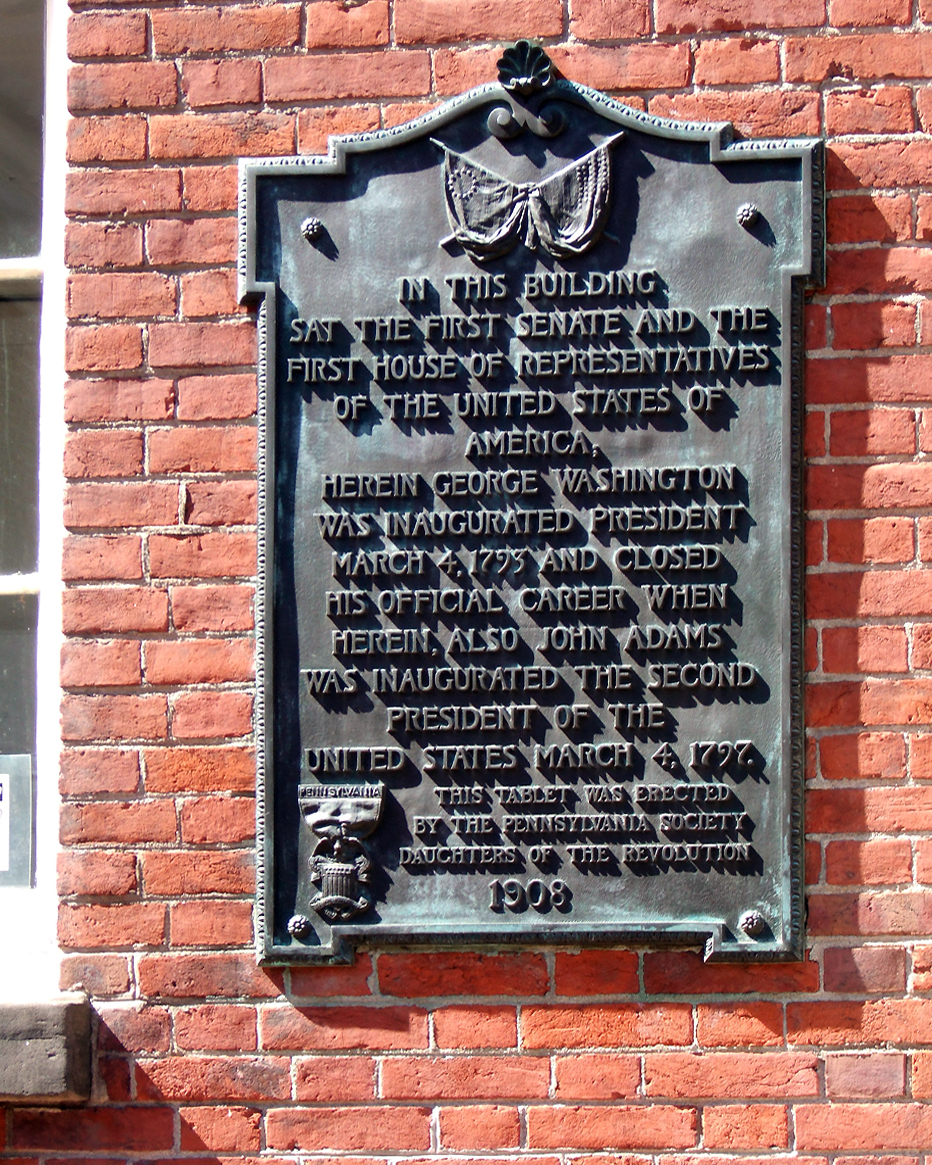
Памятная доска на здании Конгресс-холла, установленная в 1908 году Пенсильванским отделением «Дочерей американской революции».

Второй этаж, отведённый под зал заседаний Сената, был более нарядным и украшен тяжёлыми красными портьерами. К 1796 году в зале было 32 секретарских стола, очень похожих на столы, которые до сих пор используются в апартаментах действующего Сената США в Капитолии США; 28 столов в Конгресс-холле выполнены в оригинальном исполнении. Портреты Людовика XVI и Марии-Антуанетта, преподнесённые в качестве подарков от французского монарха после Американской революции, висят в прилегающих помещениях комитетов. На потолке изображена фреска с американским белоголовым орланом, который держит традиционную оливковую ветвь, символизирующую мир. Также на потолке изображён гипсовый медальон в виде солнечного луча с изображением 13 звезд, символизирующих Североамериканские колонии. Дизайн продолжает аналогичную тематику на половом ковре работы Уильяма Спрэга, где изображены гербы каждого из 13  штатов. Ковёр, дошедший до нас, является воссозданием оригинала.

## Наследие
За без малого 10-летнюю законодательную историю Конгресс-холла  Конгресс использовал это время для основания Первого банка США, Бюро монетного двора США и Военно-морского департамента США. В 1796 году в Конгресс-холле был также ратифицирован Договор Джея, обеспечивший временный мир с Великобританией.
После переезда столицы в Вашингтон Конгресс-холл вернулся к своей первоначальной функции окружного суда и в начале XIX века служил местом для работы судов штата и федеральных судов. К примеру, здание окружного суда в Нью-Джерси было построено в 1796 году тем же архитектором по образцу Конгресс-холла.

## Реставрация и нынешний статус
Побыв зданием суда, Конгресс-холл, как и другие здания в этом районе, пришёл в упадок. В 1870 году Генеральная ассамблея Пенсильвании приняла закон о сносе всех зданий, окружающих Индепенденс-холл. Однако закон так и не был приведён в исполнение и был официально отменён в 1895 году. Под началом общественной организации «Колониальные дамы Америки» в 1895—1896 годах архитектор Джордж Мейсон начал восстанавливать Конгресс-холл, хотя эта работа в основном ограничилась этажом Сената США. В 1900 году Филадельфийское отделение Американского института архитекторов начало изучение Конгресс-холла и инициировало поиск финансовых средств для полной реставрации здания. После выделения средств, в 1912 году власти Филадельфии одобрили проект реставрации. Работа над Конгресс-холлом была завершена в 1913 году, когда 27-й Президент США Вудро Вильсон заново освятил здание. В 1934 году были завершены дополнительные работы по реконструкции этажа Палаты представителей США. В 1942 году в Американском философском обществе собралось более 50 гражданских и патриотических групп для объединения в „Ассоциацию «Индепенденс-холла»“. Ассоциация участвовала в создании Национального исторического парка «Индепенденс», который был первоначально одобрен 80-м Конгрессом США в 1948 году и официально учреждён 4 июля 1956 года.
2 декабря 2008 года в здании Конгресс-холла состоялась встреча 44-го Президента США Барака Обамы с Национальной ассоциацией губернаторов на тему мирового экономического кризиса.